# Madhva
Madhva, conosciuto anche come Ānandatīrtha, Pūrṇaprajñā, Madhvācārya e anche, ma nella resa anglosassone, Madhvacharya (Pājakakṣetra, 1198 o 1238 – 1277 o 1317), è stato un teologo e filosofo indiano vedāntico viṣṇuita, nonché il fondatore della scuola dello Dvaitavedānta, anche Brahmā-sampradāya, propugnatrice della dottrina detta dello dvaitavāda ("dottrina del dualismo") o atyantabheda ("dottrina dell'assoluta distinzione").

## Biografia

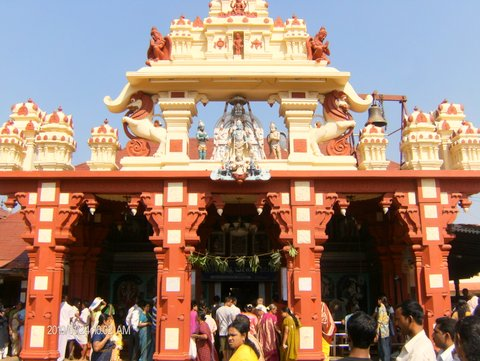
Il tempio fondato da Madhva a Udupi nel XIII secolo e da lui dedicato a Kṛṣṇa. Questo tempio ha continuato fino ai nostri giorni a diffondere le dottrine teologiche del santo hindū grazie a un'interrotta linea di discepoli.

La più antica biografia giunta a noi inerente a questo santo, teologo ed erudito hindū, è quella composta nel XIV secolo, dal contemporaneo Nārāyaṇa Paṇḍitācarya, il Madhva Vijaya ("Corteo trionfale di Madhva").
Madhva nacque a Pājakakṣetra, un villaggio collocato a circa 13 chilometri dall'attuale città di Uḍupi, questa situata nella regione costiera del Tuḷunaḍu, nel sud del Karṇāṭaka (India). La sua famiglia era di casta brahmana, segnatamente della comunità di brahmani che va sotto il nome dei Śivaḷḷi. Il nome della sua famiglia di origine era Naḍḍantilaya, nome che in lingua tuḷu conserva la sua corrispondenza in sanscrito con "Madhyamandira"; il suo nome personale invece era Vāsudeva.
All'età di sette anni avviò lo status di brahmācarya ponendosi sotto la guida spirituale di un brahmano di famiglia Toṭantillāya. 
All'età di sedici anni Madhva incontrò il suo maestro Acyutaprekṣa, che gli impartì le dottrine dello advaitavedānta propugnato da Śaṅkara, iniziandolo allo status di saṃnyāsa e consegnandogli il nuovo nome religioso di Pūrṇaprajñā ("Colui che ha acquisito la conoscenza completa").  Ma le divergenze dottrinali con il maestro fecero sì che, successivamente, nei colophon delle proprie opere, Madhva si firmerà invece con un epiteto da lui stesso coniato, Ānandatīrtha ("Maestro della beatitudine").
Terminati prima del tempo, per via delle divergenze dottrinali, i corsi di studi vedāntici sotto Acyutaprekṣa, Madhva divenne guida del locale  monastero (maṭha). Il nome con cui è diffusamente conosciuto, Madhva, fu allora accostato in qualità di sinonimo di Ānandatīrtha. Il nome Madhva conserva probabilmente delle corrispondenze esoteriche in quanto forse collegato alla figura di Vayu, figura importante per la teologia di questo maestro hindū.
La sua fama crescente spinse numerosi studenti brahmani a entrare nella sua scuola e lo convinse a compiere un pellegrinaggio in numerose località dell'India del Sud per confutare le dottrine dello Advaitavedānta. Si recò anche a Settentrione, nella regione dell'Himalaya (a Badrinath), ingaggiando probabilmente diverse dispute teologiche con gli eruditi dell'epoca.
Rientrato a Uḍupi, lì Madhva fondò il tempio principale della sua scuola, detta dello Dvaitavedānta, tempio consacrato a Kṛṣṇa nella sua forma di Bāla Kṛṣṇa (Kṛṣṇa infante), insediandovi la sacra immagine proveniente da Dvārakā (Dwarka).
Secondo le narrazioni tradizionali, Madhva scomparve mentre teneva una lezione ai suoi discepoli, per ritirarsi definitivamente a Badrinath.
Madhva è considerato dai suoi seguaci il terzo avatāra (dopo Hanumat e Bhīma) del dio Vāyu.

## Dottrine
Il sistema vedāntico dvaita ("dualista") di Madhva si oppone drasticamente al sistema, sempre vedāntico ma  advaita ("non dualista"), propugnato da Śaṅkara, quest'ultimo sistema teologico peraltro insegnato dallo stesso maestro di Madhva, Acyutaprekṣa. 
Il Brahman, l'assoluto e unico reale di Śaṅkara, è per Madhva  Dio, un Dio unico e personale, ovvero Viṣṇu. Viṣṇu, Dio, è differente da ogni cosa e indipendente da essa. Viṣṇu crea e dissolve l'intero universo, ne ha il controllo (è il "reggitore", antaryāmin), lui ha il potere di imprigionare o di emancipare gli esseri viventi dal mondo materiale.
A differenza del sistema radicalmente monistico śaṅkariano, per Madhva sussistono cinque grandi distinzioni (bheda): 1) tra Dio e gli jīva, le anime individuali; 2) tra Dio e il mondo inanimato (jaḍa); 3) tra gli jīva e il mondo inanimato; 4) tra gli jīva stessi; 5) e tra le stesse parti del mondo inanimato.
Ne consegue che sono tre i principi eterni: Viṣṇu, gli jīva e la materia inanimata, jaḍa. 
Viṣṇu si manifesta nel mondo per mezzo delle sue discese (dottrina dello avatāra), egli è presente nelle sue sacre immagini.
Ogni anima individuale (jīva) è un riflesso (pratibimba) di Viṣṇu, e se pure dipende da Dio per la sua esistenza, l'anima individuale ne può aver perduto la consapevolezza e in questo caso, vincolata al suo karman, trasmigra nelle varie esistenze finché grazie agli insegnamenti e alla pratica devozionale, non si mette al servizio religioso di Dio, Viṣṇu. Tale servizio religioso ha come obiettivo la corretta visione (ḍṛṣṭi) la quale impregnandosi via via dell'amore per Viṣṇu (bhakti) non esclude ogni altra cosa dalla sua attenzione.
Viṣṇu allora risponde consegnando la sua "grazia" al suo devoto, liberando (quindi rendendo mukta) la sua anima individuale dal saṃsāra, il ciclo delle rinascite. Ma l'anima liberata resterà, per sua natura, sempre distinta da Dio.
Ma le anime individuali, che sono sempre attive e responsabili delle proprie azioni, che non percorrono la via della liberazione sono o condannate alla rinascita nel saṃsāra in attesa di "liberarsi" (muktiyogya), oppure condannate eternamente all'errare nelle rinascite-morti (nityasaṃsārin) o ancora, nel caso degli odiatori di Dio, Viṣṇu, condannate eternamente in un inferno (tamoyogya).
Coeterna a Dio, Viṣṇu, è la sua paredra Lakṣmī, che non possiede alcun corpo fisico pur potendo assumerne di infiniti. Lakṣmī è, a differenza dei deva, che hanno conseguito la liberazione (mukta), nityamuktā, eternamente liberata.
La manifestazione del mondo accade quando Viṣṇu dà il compito a Brahmā di manifestarlo accompagnando tale manifestazione con la diffusione della conoscenza della sua origine (da qui il nome, Brahma Sampradāya, con cui viene indicata la scuola di Madhva).
All'interno di queste dottrine, un ruolo del tutto particolare viene attribuito alla divinità vedica di Vāyu, potenza divina del Vento e del Respiro, qui indicato in qualità di "figlio di Viṣṇu" (hareḥ suta). Vāyu svolge infatti il ruolo di intermediario e salvatore degli jīva, che cercano la liberazione dalle catene del saṃsāra.
Questa caratteristica di Vāyu, figlio di Dio, che soccorre gli uomini alla ricerca della verità religiosa e della conseguente liberazione spirituale, unita al rigido monoteismo della scuola, oltre alla credenza in un "inferno" eterno per gli odiatori di Viṣṇu, ha fatto ipotizzare in passato che Madhva potesse essere stato influenzato dalle dottrine dei missionari cristiani. Tuttavia questa ipotesi non ha trovato alcuna conferma nelle verifiche storiche.

## Opere
Sono trentasette le opere che vengono attribuite a Madhva, esse acquisiscono il nome collettivo di Sarvamūlagranthāḥ ("Compendio di tutti i fondamenti") che possono essere suddivise in quattro sezioni:
- I sezione, comprende i commentari sul  "triplice canone" (prasthanātraya) vedāntico il quale inerisce alle Upaniṣad, alla Bhagavadgītā e al Brahmasūtra di Bādarāyaṇa: 
  - quattro commentari (bhāṣya) al Brahmasūtra;
  - due commentari (bhāṣya) alla Bhagavadgītā (tra le quali la Gītātātparya);
  - dieci commentari su dieci Upaniṣad vediche (Aitareya, Bṛhadāraṇyaka, Chāndogya, Īṣa, Kena, Kaṭha, Māṇḍūkya, Muṇḍaka,  Praśna, Taittirīya).

- II sezione, è la sezione dei trattati epistemologici e ontologici:
  - dieci trattati (daśaprakaraṇa) sulla filosofia Dvaita;

- III sezione riguarda i temi degli Itihāsa-Purāṇa (purāṇaprasthāna):
  - un commentario (bhāṣya) al Mahābhārata;
  - un commentario (bhāṣya) al Bhāgavata Purāṇa;

- IV sezione, comprende i trattati minori, tra i quali:
  - Tantrasārasaṃgraḥ ("Compendio delle parti essenziali delle dottrine pratiche")
  - Sadācārasmṛti ("Tradizione delle pratiche corrette")
  - Dvādaśa Stotra ("Dodici inni").